# Сульфат протактиния(V)
Сульфат протактиния(V) — неорганическое соединение,
соль протактиния и серной кислоты 
с формулой H3PaO(SO4)3,
белые гигроскопичные кристаллы.

## Получение
- Растворение оксида протактиния(V) в смеси плавиковой и серной кислот с последующим упариванием до удаления HF:

{\displaystyle {\mathsf {Pa_{2}O_{5}+6H_{2}SO_{4}\ {\xrightarrow {100^{o}C,HF}}\ 2H_{3}PaO(SO_{4})_{3}+3H_{2}O}}}

## Физические свойства
Сульфат протактиния(V) образует белые гигроскопичные кристаллы
гексагональной сингонии,

параметры ячейки a = 0,9439 нм, c = 0,5506 нм, Z = 2.
Не растворяется в нитробензоле, бензоле, диэтиловом эфире, нитрометане и ацетонитриле.

## Химические свойства
- Ступенчато разлагается при нагревании:

{\displaystyle {\mathsf {H_{3}PaO(SO_{4})_{3}\ {\xrightarrow[{-H_{2}SO_{4}}]{375-400^{o}C}}\ HPaO(SO_{4})_{2}\ {\xrightarrow[{-SO_{3}}]{500^{o}C}}\ HPaO_{2}(SO_{4})\ {\xrightarrow[{-H_{2}SO_{4}}]{600^{o}C}}\ Pa_{2}O_{5}}}}